# Joe Lovano
Joseph Salvatore Lovano, qui deviendra vite Joe Lovano, est un saxophoniste, clarinettiste, flûtiste de jazz américain, né le 29 décembre 1952 à Cleveland, Ohio, États-Unis.

## Biographie
Son père, Tony Lovano, surnommé « Big T », barbier le jour, était saxophoniste la nuit et, en compagnie de ses deux frères ainsi que d'un ami, avait fondé un band qui a valu à Joe Lovano de baigner dans une culture jazz dès sa plus tendre enfance. C'est donc sans surprise que Joe Lovano commence l'alto à l'âge de cinq ans. Il délaisse cet instrument pour le tenor quelques années plus tard.
À l'âge de 16 ans, il commence à donner des concerts, souvent avec son père, concerts qui lui permettent de constituer une petite épargne, grâce à laquelle il peut intégrer après le lycée le Berklee College of Music à Boston.
Cette période sera déterminante dans son évolution. Il rencontre en effet certaines personnes qui vont orienter son style et ses recherches, telles qu'Andy McGee, professeur de saxophone, réputé pour son avant-gardisme dans le domaine de l'improvisation, ou encore John Laporta, professeur d'improvisation qui l'a beaucoup inspiré.
Depuis les années 1980, il fait partie d'un trio intermittent particulièrement prolifique et original avec le batteur Paul Motian et le guitariste Bill Frisell. Leurs enregistrements sont pour la plupart publiés par le label allemand ECM.
En 2009, il participe au projet Stolas: Book of Angels Volume 12 de John Zorn, la douzième monture de cette série avec le Masada Quintet.
Saxophoniste de premier plan, unanimement reconnu, Joe Lovano se verra remettre le Distinguished Alumni Award, ainsi qu'un doctorat honoris causa en 1998 par le Berklee College of Music.
Il est également titulaire d'une chaire au Berklee College of Music : la The Gary Burton Chair for Jazz Performance.
Depuis 2014, il est président d'honneur de l'ARPEJ, une école de jazz et musiques afro-américaine basée à Paris.

## Compositions
Joe Lovano est un artistre très prolifique, et ses compositions sont nombreuses. On peut toutefois en citer quelques-unes emblématiques :
- Abstractions on 52nd Street (Blue Note)
- Gustavia (Jazz Club)
- The Wild East (Blue Note)
- Where Hawks Fly (Blue Note)

## Albums
- Garden of expression (2021)
- Bird Songs (Blue Note, 2011)
- Symphonica (Blue Note, 2008)
- Kids (Blue Note, 2007)

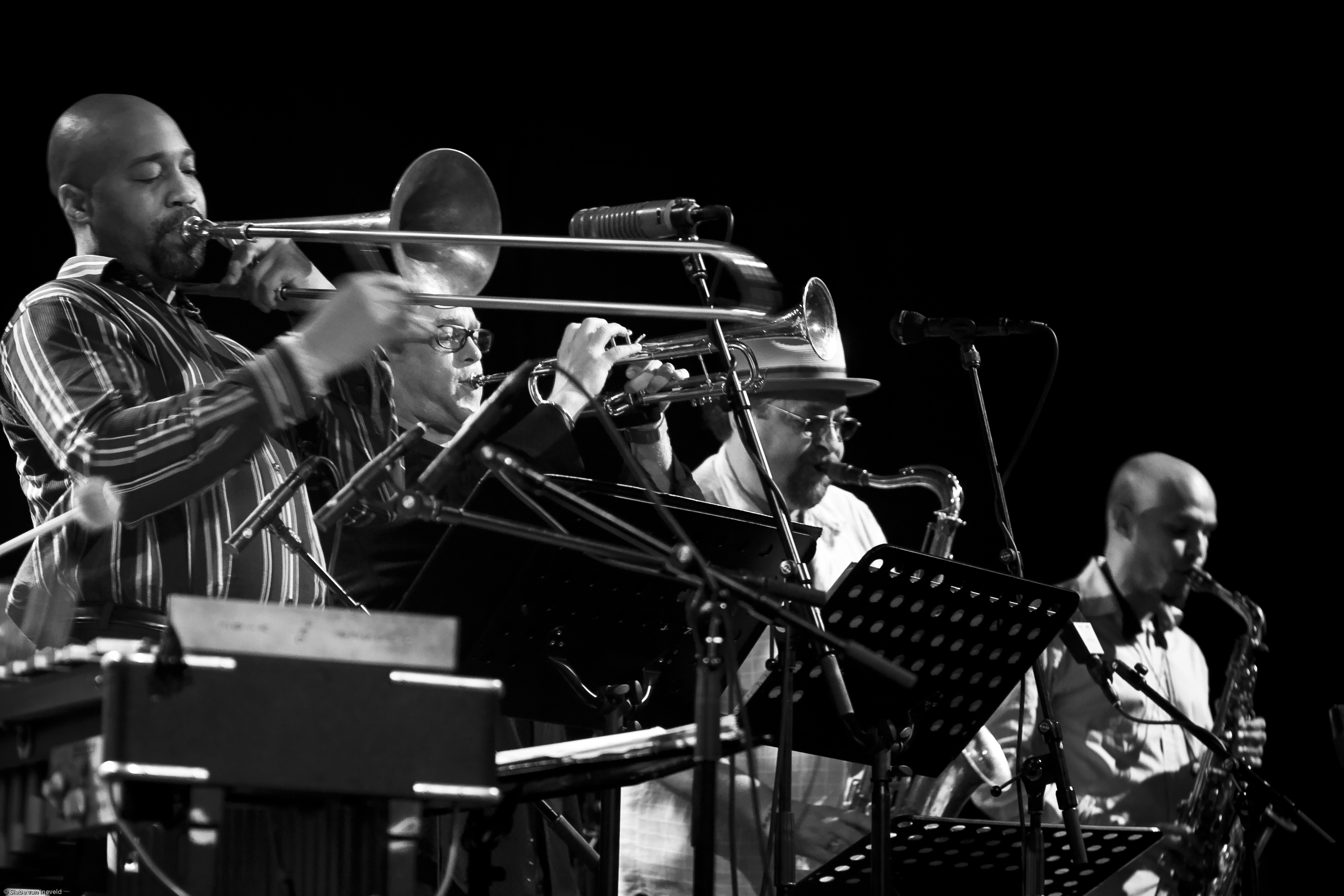
SFJAZZ Collective - de gauche à droite: Andre Hayward, Dave Douglas, Joe Lovano et Miguel Zenon

- Joyous Encounter (Blue Note, 2005)
- I'm All for You (Blue Note, 2004)
- On This Day ...At the Vanguard (Live) (Blue Note, 2003)
- Flights of Fancy: Trio Fascination Edition Two, (Blue Note, 2000)
- Durance (Alain Soler Quartets) (Label Durance, 1995)
- Trio Fascination - Edition One (Blue Note, 1998)
- From the Soul (Blue Note, 1991)
- Village Rhythms (Soul Note, 1988)